# Параміотонія вроджена
Вроджена параміотонія, також відома як вроджена параміотонія фон Ейленберга чи просто хвороба Ейленберга, це рідкісний вроджений аутосомний домінантний нервово-м'язовий розлад, який характеризується "парадоксальною" міотонією. Цей тип міотонії названо парадоксальним тому, що параміотонія погіршується при фізичних вправах тоді як симптоми класичної міотонії, які спостерігаються при вродженій міотонії, можна полегшити вправами.  Вроджена параміотонія також вирізняється тим, що вона може бути спричинена низькою температурою. Хоча це й більш типово для періодичних паралічів, але й пацієнти з вродженою параміотонією можуть страждати від паралічів, спричинених коливанням рівню калію в організмі. Вроджена параміотонія зазвичай проявляється в перші десять років життя і має стовідсоткову пенетрантність. Пацієнти з цією хворобою зазвичай стражають від міотонії обличчя чи верхніх кінцівок. Нижні кінцівки як правило уражуються менше. В той час як деякі інші схожі захворювання приводять до атрофії м'язів, при вродженій міотонії цього зазвичай не відбувається. Ця хвороба може також виражатись як гіперкаліємічний періодичний параліч, тому наразі точиться дискусія чи взагалі можна вважати, що це два різні захворювання.

## Симптоми та ознаки
Пацієнти зазвичай скаржаться на застиглість м'язів, яка може перейти в слабкість цілої м'язової групи. На відміну від вродженої міотонії цю застиглість не можна полегшити вправами, "розходити". Симптоми погіршуються від знаходженням в холодному середовищі, а інколи і спричиняються ним. Наприклад, деякі пацієнти повідомляли, що поїдання морозива приводить до того, що їм зводить горло. Для інших пацієнтів фізичні вправи раз за разом викликають міотонію чи слабкість. Типовими прикладами таких вправ можуть бути присідання або повторні стискання кулаків. Деякі пацієнти зазначають, що певна їжа також може спровокувати напад вродженої параміотонії. В окремих випадках повідомлялось, що морква або кавуни можуть спричинити такі симптоми. Канонічне означення цієї хвороби виключає постійну слабкість при визначенні цього захворювання. Але на практиці в медичній літературі цього правила не притримуються з належною строгістю.[джерело?]

## Патофізіологія
Вроджена параміотонія (разом з гіпєркаліємічним періодичним паралічем та калій-чутливою міотонією) з'являється через мутації в натрієвому каналі SCN4A. Фенотипи пацієнтів з такими мутаціями наведено в Таблиці 1. Ці мутації впливають на швидку інактивацію натрієвого каналу кодованого цим протеїном. Також є вказівки на те, що деякі мутації призводять до перемінних активації та деактивації. В результаті таких змін в кінетиці каналу з'являється продовжений струм, який є спрямованим всередину (деполяризуючим) і йде слідом за збудженням м'язу. Також з'являється "віконний струм" через зміну в чутливості до вольтажу в кінетиці каналу. Ці фактори призводять до загального підвищення клітинної збуджуваності, як показано на малюнку 1. 

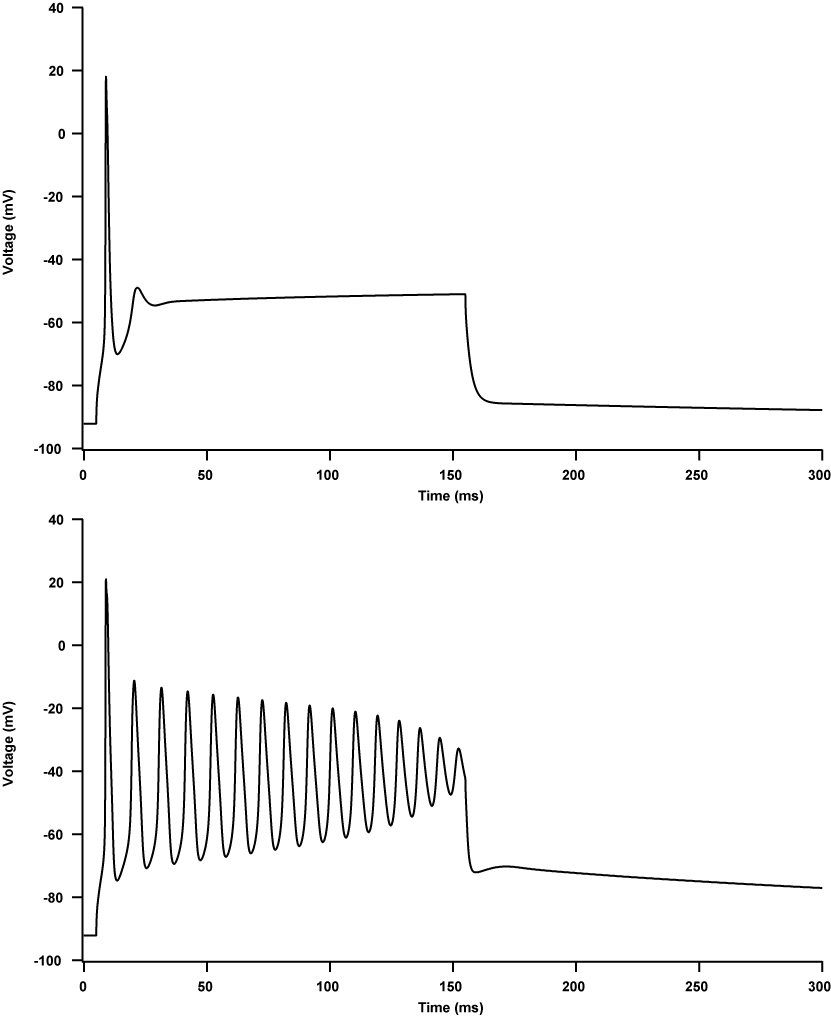
Малюнок 1. Теоретична симуляція м'язового мембранного потенціалу у відповідь на 150 ms деполяризуючого імпульсу в −45 pA. (A) Нормальний м'яз виробляє тільки один потенціал дії у відповідь на такий стимул. Це відбувається через інактивацію натрієвих каналів, що перешкоджає подальшу їх активність навіть під час деполяризації. (Б) На відміну від цього, міотонічні м'язи є надзбуджуваними і можуть виробляти потенціали дії на протязи всього стимулюючого імпульсу. Цю модель адаптовано з Cannon, 1993.

Проведено одне дослідження великої кількості пацієнтів з вродженою параміотонією. Згідно цього дослідження з 26 споріднених осіб 17 (71%) мали мутацію гена SCN4A, а 6 (29%) не мали відомої мутації. Невеликі різниці між цими двома групами полягають в тому, що в пацієнтів без відомої мутації напади хвороби бувають спричинені менше холодом і більше голодом, в них набагато частіше нормальні результати біопсії м'язів і менші показники зменшення складених потенціалів дії м'язів порівняно до пацієнтів з мутаціями.
 
| Мутація | Регіон | Міотонія | Міотонія | Міотонія | Слабкість | Слабкість | Слабкість | Посилання |
| Мутація | Регіон | Холод | Вправи/ Активність | Калій | Холод | Вправи/ Активність | Калій | Посилання |
| --- | --- | --- | --- | --- | --- | --- | --- | --- |
| R672C | D2S4 | ? | ? | ? | ? | ? | ? | [ 5 ] |
| I693T | D2S4-S5 | НІ | ? | ? | ТАК | ТАК | ТАК | [ 6 ] |
| T704M* | D2S5 | ТАК | ? | ? | ТАК | ТАК | ТАК | , |
| S804F** | D2S6 | ТАК | ТАК | ТАК | ? | ТАК | НІ | [ 11 ] |
| A1152D | D3S4-S5 | ТАК | ? | ? | ? | ? | ? | [ 12 ] |
| A1156T* | D3S4-S5 | ТАК | ? | ? | ? | ТАК | ? | , |
| V1293I | D3S4 | ТАК | ТАК | НІ | ? | ? | НІ | |
| G1306V** | D3-4 | ТАК | ТАК | ТАК | ? | ? | ТАК | , |
| T1313A | D3-4 | ТАК | ТАК | НІ | ТАК | ТАК | НІ | [ 15 ] |
| T1313M | D3-4 | ТАК | ТАК | НІ | ТАК | ТАК**** | НІ | , |
| M1360V* | D4S1 | ? | ? | ? | ТАК | ТАК | ? | [ 17 ] |
| M1370V* | D4S1 | ТАК | ТАК | НІ | НІ | НІ | ТАК | [ 18 ] |
| L1433R | D4S3 | ТАК | ТАК | ТАК | ? | ТАК***** | НІ | [ 16 ] |
| R1448C | D4S4 | ТАК | ТАК | НІ | НІ | ТАК | НІ | , |
| R1448H | D4S4 | ТАК | ТАК | ТАК | ТАК | ТАК | ? | , |
| R1448P | D4S4 | ТАК | ТАК | ? | ТАК | ? | НІ | [ 21 ] |
| R1448S | D4S4 | ТАК | ТАК | НІ | ? | ТАК | НІ | [ 22 ] |
| R1456E | D4S4 | ТАК | ТАК | НІ | НІ | НІ | НІ | [ 23 ] |
| V1458F*** | D4S4 | ? | ? | ? | ? | ? | ? | [ 24 ] |
| F1473S*** | D4S4-S5 | ? | ? | ? | ? | ? | ? | [ 24 ] |
| M1592V* | D4S6 | ТАК | ТАК | ТАК | ТАК | ТАК | ТАК | , |
| E1702K | C-term | ? | ? | НІ | ? | ? | НІ | [ 5 ] |
| F1795I | C-term | ТАК | ? | ? | ? | ? | ? | [ 30 ] |
| * ** *** **** ***** | Симптоми одночасно і вродженої параміотонії і гіпєркаліємічного періодичного параліча Також діагностується як калій-чутлива міотонія Дані про випадки не опубліковано Коли вправи проходять в умовах холоду Після того як м'язи охололи після навантаження | Симптоми одночасно і вродженої параміотонії і гіпєркаліємічного періодичного параліча Також діагностується як калій-чутлива міотонія Дані про випадки не опубліковано Коли вправи проходять в умовах холоду Після того як м'язи охололи після навантаження | Симптоми одночасно і вродженої параміотонії і гіпєркаліємічного періодичного параліча Також діагностується як калій-чутлива міотонія Дані про випадки не опубліковано Коли вправи проходять в умовах холоду Після того як м'язи охололи після навантаження | Симптоми одночасно і вродженої параміотонії і гіпєркаліємічного періодичного параліча Також діагностується як калій-чутлива міотонія Дані про випадки не опубліковано Коли вправи проходять в умовах холоду Після того як м'язи охололи після навантаження | Симптоми одночасно і вродженої параміотонії і гіпєркаліємічного періодичного параліча Також діагностується як калій-чутлива міотонія Дані про випадки не опубліковано Коли вправи проходять в умовах холоду Після того як м'язи охололи після навантаження | Симптоми одночасно і вродженої параміотонії і гіпєркаліємічного періодичного параліча Також діагностується як калій-чутлива міотонія Дані про випадки не опубліковано Коли вправи проходять в умовах холоду Після того як м'язи охололи після навантаження | Симптоми одночасно і вродженої параміотонії і гіпєркаліємічного періодичного параліча Також діагностується як калій-чутлива міотонія Дані про випадки не опубліковано Коли вправи проходять в умовах холоду Після того як м'язи охололи після навантаження | Симптоми одночасно і вродженої параміотонії і гіпєркаліємічного періодичного параліча Також діагностується як калій-чутлива міотонія Дані про випадки не опубліковано Коли вправи проходять в умовах холоду Після того як м'язи охололи після навантаження |
| Цю таблицю адаптовано з Vicart et al., 2005. Під терміном "Холод" маються на увазі симптоми які виникають або значно посилюються при низьких температурах. Аналогічним чином "Вправи/Активність" відноситься до симптомів, що з'являються або їх вираженість підвищується при вправах або більш загальних рухах, як-от стискання рук. "Калій" означає реакцію на вживання їжі, багатої на калій, або наявність у пацієнта інших розладів, про які відомо, що вони підвищують рівень калію в сироватці крові. Номенклатура регіону мутації наступна: за індексом домену (себто, D1) йде індекс сегменту (себто, S4). Таким чином D2S3 означає, що мутація відбулась в третій мембрані, що покриває петлю другого домену. Деякі мутації відбуваються між сегментами і позначаються схожим чином (наприклад, мутація в регіоні D4S4-S5 відбувається між четвертим та п'ятим сегментами четвертого домену). Інші мутації знаходяться між доменами і позначаються DX-Y, де X та Y є індексами доменів. C-term позначає карбоксильні кінці. | | | | | | | | |

## Діагноз
Діагностування вродженої параміотонії проводиться на основі аналізу симптомів пацієнту та історії хвороби. Міотонія мусить посилюватись від вправ і зазвичай має погіршуватись під впливом низьких температур. Пацієнти з перманентною слабкістю м'язів зазвичай не характеризуються як хворі на вроджену параміотонію. Для розрізнення між вродженою параміотонією та вродженою міотонією може бути застосована електроміографія., Лікарі-клініцісти також можуть спробувати спровокувати напад міотонії або слабкості/паралічу в пацієнтів з метою з'ясувати, чи пацієнт страждає від вродженої параміотонії, гіперкаліємічного періодичного паралічу, чи одним з видів калій-чутливих міотоній. Точною діагностичною ознакою хвороби є секвенування ДНК гену SCN4A.

## Лікування та ведення хвороби
Деяким пацієнтам не потрібне лікування для того, щоб справлятись з симптомами вродженої параміотонії. Проте, деяким пацієнтам необхідно приймати ліки для подолання застиглості м'язів. В цьому випадку часто буває корисним Мексилетин. Деякі пацієнти помітили, що їм також допомагає ацетазоламід.[джерело?] Також ефективним методом попередження нападів хвороби буває поведінка, при якій хворий уникає обставин, які спричиняють міотонію.

## Епідеміологія
Вроджена параміотонія вважається вельми рідкісним розладом попри те, що епідеміологічних досліджень на цю тему виконано небагато. Зазвичай хвороба більш поширена серед європейського населення і рідше зустрічається у азіатів. Епідеміологічні оцінки було надано для популяції німців. Для них поширеність вродженої параміотонії була оцінена у рамках між 1:350,000 (0.00028%) та 1:180,000 (0.00056%). Проте, слід зазначити, що німці, хворі на вроджену параміотонію, не розподілені по країні однорідно. Багато хворих на вроджену параміотонію походять з місцевості Равенсберг в північно-західній Німеччині. Ефект засновника є причиною більшості випадків захворювання на цій території. Поширеність хвороби в цій місцевості оцінюється як 1:6000 або 0.017%.

## Історія
Хоча спочатку вроджена параміотонія вважалась хворобою окремою від гіперкаліємічного періодичного паралічу та міотоній натрієвого каналу, зараз існує суттєва суперечка стосовно того, чи вважати, що ці хвороби відображають різні розлади, чи вважати їх частково збігаючимися фенотипіичними проявами складного спектру розладів. В минулому існувала думка, що вроджена параміотонія частіше зустрічається в чоловіків, але спостереження за сучасним поколінням показало, що це не так. В середньому половина дітей в сім'ї успадковує хворобу незалежно від статі.